# Campeonato Mundial de Atletismo Sub-20 de 2021 - Salto triplo feminino
A prova do salto triplo feminino do Campeonato Mundial de Atletismo Sub-20 de 2021 ocorreu entre os dias 219 e 20 de agosto de 2021 no Centro Esportivo Internacional Moi, em Nairóbi, no Quênia. 

## Recordes
Antes desta competição, os recordes mundiais e do campeonato nesta prova eram os seguintes:
|       | Nome            | Nacionalidade | Distância | Local                | Data                 |
| ----- | --------------- | ------------- | --------- | -------------------- | -------------------- |
| WU20R | Tereza Marinova | Bulgária      | 14.62 m   | Sydney               | 25 de agosto de 1996 |
| CR    | Tereza Marinova | Bulgária      | 14.62 m   | Sydney               | 25 de agosto de 1996 |
| WU20L | Leyanis Pérez   | Cuba          | 14.53 m   | Castelló de la Plana | 29 de junho de 2021  |

## Medalhistas
| Ouro             | Prata               | Bronze             |
| Maja Åskag (SWE) | Tessy Ebosele (ESP) | Darja Sopova (LAT) |

## Cronograma
Todos os horários são locais (UTC+3). 
| Data         | Hora  | Evento       |
| ------------ | ----- | ------------ |
| 19 de agosto | 17:00 | Qualificação |
| 20 de agosto | 14:25 | Final        |

## Resultados

### Qualificação
Qualificação: 13,20 m (Q) ou pelo menos melhor 12 qualificado (q) 
| Posição | Grupo | Atleta                 | Nacionalidade               | Tentativas | Tentativas | Tentativas | Marca | Notas    |
| Posição | Grupo | Atleta                 | Nacionalidade               | 1          | 2          | 3          | Marca | Notas    |
| ------- | ----- | ---------------------- | --------------------------- | ---------- | ---------- | ---------- | ----- | -------- |
| 1       | A     | Maja Åskag             | Suécia                      | x          | 12.77      | 13.48      | 13.48 | Q        |
| 2       | A     | Tessy Ebosele          | Espanha                     | 13.19      | 13.47      |            | 13.47 | Q        |
| 3       | B     | Sohane Aucagos         | França                      | 12.84      | x          | 13.12      | 13.12 | q, NU20R |
| 4       | A     | Saly Sarr              | Senegal                     | x          | 13.06      | 12.81      | 13.06 | q        |
| 5       | A     | Darja Sopova           | Letónia                     | x          | 13.03      | x          | 13.03 | q        |
| 6       | B     | Valeriya Volovlikova   | Atletas Neutros Autorizados | 13.01      | 12.82      | x          | 13.01 | q        |
| 7       | B     | Ackelia Smith          | Jamaica                     | 12.90      | 12.99      | 12.70      | 12.99 | q        |
| 8       | A     | Sotiria Rapti          | Grécia                      | 12.43      | 12.88      | 12.93      | 12.93 | q        |
| 9       | B     | Greta Brugnolo         | Itália                      | 12.62      | x          | 12.91      | 12.91 | q        |
| 10      | A     | Alexia Dospin          | Roménia                     | 12.90      | 12.88      | 12.45      | 12.90 | q        |
| 11      | A     | Estrella Lobo          | Colômbia                    | 12.57      | x          | 12.88      | 12.88 | q        |
| 12      | B     | Winnie Chepngetich Bii | Quênia                      | 12.77      | 12.39      | 11.97      | 12.77 | q,       |
| 13      | B     | Teodora Boberić        | Sérvia                      | 12.46      | 12.76      | x          | 12.76 |          |
| 14      | A     | Veronika Skalická      | Chéquia                     | 12.44      | 12.72      | 12.11      | 12.72 |          |
| 15      | B     | Alyona Chass           | Ucrânia                     | x          | x          | 12.64      | 12.64 |          |
| 16      | A     | Anna Kostenko          | Ucrânia                     | 12.61      | x          | 12.32      | 12.61 |          |
| 17      | B     | Joanna Mosiek          | Polónia                     | 12.54      | 12.44      | 12.60      | 12.60 |          |
| 18      | B     | Ioana Colibăşanu       | Roménia                     | x          | x          | 12.55      | 12.55 |          |
| 19      | B     | Vivica Ifeoma Silva    | Brasil                      | 12.51      | 12.45      | x          | 12.51 |          |
| 20      | A     | Francesca Orsatti      | Itália                      | 12.50      | 12.45      | 12.48      | 12.50 |          |
| 21      | B     | Marieta Minasyan       | Armênia                     | 11.90      | 12.37      | 12.08      | 12.37 |          |
| 22      | A     | Sabrina Zralova        | Azerbaijão                  | x          |            |            | NM    |          |

### Final
A prova final foi realizada no dia 20 de agosto às 14:27. 
| Posição           | Atleta                 | Nacionalidade               | Tentativas | Tentativas | Tentativas | Tentativas | Tentativas | Tentativas | Marca | Notas           |
| Posição           | Atleta                 | Nacionalidade               | 1          | 2          | 3          | 4          | 5          | 6          | Marca | Notas           |
| ----------------- | ---------------------- | --------------------------- | ---------- | ---------- | ---------- | ---------- | ---------- | ---------- | ----- | --------------- |
| Medalha de ouro   | Maja Åskag             | Suécia                      | 13.35      | 13.38      | 13.63      | 13.56      | 13.43      | 13.75      | 13.75 |                 |
| Medalha de prata  | Tessy Ebosele          | Espanha                     | 13.06      | x          | 13.10      | 13.42      | 13.63      | 13.06      | 13.63 | Recorde pessoal |
| Medalha de bronze | Darja Sopova           | Letónia                     | 12.92      | 13.33      | 13.34      | 13.42      | 13.43      | 13.60      | 13.60 |                 |
| 4                 | Sohane Aucagos         | França                      | 13.07      | 13.21      | 13.13      | x          | 13.42      | 13.54      | 13.54 |                 |
| 5                 | Valeriya Volovlikova   | Atletas Neutros Autorizados | 12.99      | 13.38      | x          | x          | 13.21      | x          | 13.38 |                 |
| 6                 | Greta Brugnolo         | Itália                      | 13.13      | 12.77      | 12.62      | x          | 12.47      | 12.93      | 13.13 |                 |
| 7                 | Alexia Dospin          | Roménia                     | 13.10      | 12.80      | 12.26      | 12.52      | x          | x          | 13.10 |                 |
| 8                 | Saly Sarr              | Senegal                     | 12.76      | 12.93      | x          | x          | x          | 12.55      | 12.93 |                 |
| 9                 | Ackelia Smith          | Jamaica                     | 12.39      | 12.91      | 12.85      |            |            |            | 12.91 |                 |
| 10                | Sotiria Rapti          | Grécia                      | 12.82      | 12.83      | 12.80      |            |            |            | 12.83 |                 |
| 11                | Estrella Lobo          | Colômbia                    | x          | 12.60      | x          |            |            |            | 12.60 |                 |
| 12                | Winnie Chepngetich Bii | Quênia                      | x          | 12.47      | 12.39      |            |            |            | 12.47 |                 |

Legenda
| Recorde mundial       | Recorde mundial (World record)               |                       | Recorde africano                      | Recorde africano (African) |                                           | Q | Classificado por posição (Qualified) |
| Recorde do campeonato | Recorde do campeonato (Championship record)  | Recorde da América    | Recorde da América (Americas)         | q                          | Classificado por melhor tempo (Qualified) |   |                                      |
| Melhor marca do ano   | Melhor marca do ano (World leading)          | Recorde asiático      | Recorde asiático (Asian)              | DNS                        | Não largou (Did not start)                |   |                                      |
| Recorde nacional      | Recorde nacional (National record)           | Recorde europeu       | Recorde europeu (European)            | DNF                        | Não terminou (Did not finish)             |   |                                      |
| Recorde pessoal       | Recorde pessoal do atleta (Personal best)    | Recorde da Oceania    | Recorde da Oceania (Oceania)          | DSQ / DQ                   | Desclassificado (Disqualified)            |   |                                      |
| Recorde da temporada  | Recorde da temporada do atleta (Season best) | Recorde sul-americano | Recorde sul-americano (South America) | NM                         | Sem marca (No mark)                       |   |                                      |